# Загора (Пермский край)
Загора — деревня в Оханском городском округе Пермского края России.

## Географическое положение
Деревня расположена на расстоянии примерно 6 километров по прямой на север от села Таборы.

## Климат
Климат умеренно — континентальный. Наиболее теплым месяцем является июль, средняя максимальная температура которого 24,8°С, а самым холодным январь со среднемесячной температурой — 17,3°С. Среднегодовая температура 2,1°С.

## История
Деревня известна с 1800 года как деревня Федосова.
С 2006 по 2018 год входила в состав Таборского сельского поселения Оханского района. После упразднения обоих муниципальных образований стала рядовым населенным пунктом Оханского городского округа.

## Население
Постоянное население составляло 13 человек (100 % русские) в 2002 году, 20 человек в 2010 году.

## Инфраструктура
Личное подсобное хозяйство.

## Транспорт
Проходит автодорога общего пользования регионального значения 57К-0008 «Дыбки — Таборы — Оханск» (идентификационный номер: 57 ОП РЗ 57К-0008).